# 中央大学硬式野球部
中央大学硬式野球部（ちゅうおうだいがく こうしきやきゅうぶ、英: Chuo University Baseball Club）は、東都大学野球連盟に所属する大学野球チーム。中央大学の学生によって構成されている。学内での正式名称は中央大学学友会体育連盟硬式野球部。主に中央大学多摩キャンパス硬式野球場を拠点に置いている。

## 創部
1930年（昭和5年）4月創部。
なお、中央大学には1910年（明治43年）頃から学生有志の野球チームがあり、明治大学の有志チームとも対戦していたが、その後校内の野球熱は冷却し大正期以降の野球ブームに乗り遅れてしまった、とされている。東都大学野球連盟の設立経緯に関しては該当記事を参照。

## 歴史
1930年（昭和5年）、飛田穂洲（顧問）、島田徳（部長）、山岡鎌太郎（監督）、安芸祝（アシスタント）の指導下で部員11名により学校公認の初の野球部が正式に発足。その後、日本大、専修大、國學院大、東京農大とともに新しい五大学野球連盟（現 東都大学野球連盟）を結成した。
草創期から戦後にかけて日大や、特に専大と常に優勝を争ってきた。専大とは1930年代 - 1940年代にかけて2強時代を形成し、その間、それぞれの優勝回数は専大15回・中大13回にのぼる（日大は4回）。戦前は、打撃陣では中軸を担った加藤正二（のち中大監督）や深見安博ら、投手陣では小嶋仁八郎やノーヒットノーラン（1941年秋、農大1回戦）を達成した石原秀夫らが活躍した。
1947年（昭和22年）から5回実施された、東京六大学、旧関西六大学、そして東都大学の3連盟間で王座を決する全国大学野球王座決定戦の第2回大会（1948年）と第3回大会（1949年）に出場し、第2回は法政大が優勝し、第3回は3校優勝預かりという結果になった。
1953年（昭和28年）、伊藤芳明（通算21勝13敗）・中野昇二（通算12勝7敗）・鈴木隆の2年生投手陣や2年穴吹義雄ら打撃陣の活躍で春季リーグ優勝。続く第2回全日本大学野球選手権大会準決勝で関西学院大を8-5で下し、決勝でエース小島訓一や2年大沢啓二らの立教大に2-6で敗退。
1955年（昭和30年）、4年穴吹義雄がプロ入りする際に複数球団から札束攻勢があり、翌56年に映画化された小説「あなた買います」の題材となる。1958年（昭和33年）、小栗秀夫（通算10勝3敗）・若生照元の両3年生投手、主砲桑田武、3年生本田威志らを擁し春季リーグに優勝。2度目の出場となる第7回全日本大学野球選手権大会は長嶋茂雄ら卒業直後の立教大に、第2回大会に引き続き決勝で3-4で惜敗した。同年8月には監督の加藤正二が急逝。翌1959年（昭和34年）、部員の不祥事で春季リーグ戦を出場停止となり初の2部リーグ降格となる。同年秋季、早実高で王貞治投手を擁して選抜甲子園を制したOBの宮井勝成を監督に据え、チームの建て直しを図った。翌翌1961年（昭和36年）、3年加藤利幸投手（通算16勝9敗）らを擁して春季2部リーグで優勝し、入替戦で学習院大を破り2年ぶりに1部に復帰した。
1960年代前半から半ばにかけて、1970年代の合間を縫って駒沢大と並ぶ2強時代を築いた。この間、60年代を通して駒大のほか日大や専大も依然として強く、加えて芝浦工大や山本和行投手を擁して全国優勝した亜細亜大が躍進し、70年代からは東洋大が躍動しはじめた。
三浦宏投手（通算11勝3敗、64年卒。のち拓銀）、柴垣旭延、末次民夫（現: 末次利光）、武上四郎、川口忠、川島勝司、日野茂、高畠導宏（のち高畠康真）、下級生の高橋善正投手（通算35勝15敗、67年卒。のち中大監督）らを擁して、駒大を制し1963年（昭和38年）と1964年（昭和39年）の秋季リーグ戦を連覇。1967年（昭和42年）春、エース宮本幸信（通算14勝19敗）や3年本田義治（通算17勝11敗）両投手と水沼四郎のバッテリー、中塚政幸や2年長井繁夫と萩原康弘らを擁してリーグ戦優勝。続く第16回全日本大学野球選手権大会準決勝で2年上田次朗投手らの東海大を8-2、決勝で藤原真投手擁する慶応大を3-1で下し大学選手権に3度目の出場で初優勝。東都大学勢が選手権4連覇を遂げた。
1970年（昭和45年）秋、エース杉田久雄（通算21勝16敗、71年卒）と宇田東植両投手、石渡茂、1年下の榊原良行らを擁してリーグ戦優勝。続く第1回明治神宮野球大会準々決勝で、優勝した東海大に1-3で敗退した。1972年（昭和47年）春、エース藤田康夫（通算15勝10敗、73年卒）に1年生の右下手投げ投手田村政雄（通算39勝〈東都歴代2位〉33敗、76年卒）が加わりリーグ戦優勝。続く第21回全日本大学野球選手権大会では1・2回戦を3年藤波行雄 と佐野仙好らの打線が冴えコールド勝ちしたものの準決勝で萩野友康と長谷部優両投手や3年山下大輔らがいる慶応大に0-4で敗退。同年秋、駒大に次ぐリーグ戦2位で第3回明治神宮野球大会出場。1回戦で田村投手が東海大を相手に大会初のノーヒットノーランを達成（翌日、優勝した関西大の山口高志投手も慶応大を相手にノーヒットノーランを達成）するが、2回戦で3年生鍛冶舎巧らの早稲田大に3-4で敗退。翌1973年（昭和48年）春、田村投手と福田功の2年生バッテリー、藤波行雄、佐野仙好、2年行澤久隆らを擁しリーグ戦優勝。続いて、準決勝で2年田尾安志投手擁する同志社大を5-0、決勝で小林秀一投手擁する愛知学院大を3-0で破り第22回全日本大学野球選手権大会優勝。翌1974年（昭和49年）秋、3年田村政雄投手を擁して準決勝で3年田尾投手の同志社を1-0、決勝で1年生投手江川卓相手に法政大を1-0で破り第5回明治神宮野球大会で初優勝。その後、最上級生となった田村の不調もあったが、田村の1年下の林博之投手（通算16勝9敗、77年卒）や岡村隆則、下級生の秋田秀幸（のち中大監督）や今井譲二らを擁するも、中畑清や森繁和投手に石毛宏典らがいた駒大、達川光男や松沼雅之投手らがいた東洋大、堀田一彦と山沖之彦両投手や中尾孝義らがいた専大などに阻まれ優勝に手が届かなかった。
1979年（昭和54年）、香坂英典（通算18勝14敗、80年卒）や2年米村明（通算17勝21敗、82年卒）の投手陣と長井研介（本田技研）のバッテリー、小川淳司、熊野輝光、3年高木豊、君波隆祥、2年尾上旭らの打撃陣を擁して春季リーグ戦で優勝。続く第28回全日本大学野球選手権大会準決勝で八幡大を13-7の打撃戦で制し、決勝の向田佳元と三谷志郎両投手や岡田彰布らがいる早稲田大戦は、早大島貫省一と中大小川淳司からそれぞれ2ラン本塁打が飛び出すものの7-3で制し優勝した。
しかし1980年代以降、日大や専大と共に中大も依然として踏み留まるなか、駒大はもとより亜大、東洋大、さらに青山学院大の躍進により優勝から遠ざかって行く。この時代、加治太（通算11勝8敗、82年卒）、米村明、高橋亨、谷津田順一（通算10勝12敗、83年卒）らの投手陣、尾上旭、岡部明一、清水達也（のち中大監督）らの打撃陣が活躍した。1984年（昭和59年）春、1部最下位となり青学大との入替戦にも敗れ、1961年春以来およそ23年ぶりに2部降格。1986年（昭和61年）秋の入替戦で東農大を破り1部に復帰したものの、1部リーグ戦では1988年（昭和63年）秋までの4季中1季で5位・3季で最下位と奮わなかった。苫篠賢治卒業後の1989年（平成元年）春、2年中山雅行投手、主軸に川端一彰や佐藤友昭を擁するも1部最下位となり、東洋大との入替戦に敗れ2部降格。1999年（平成11年）秋、花田真人 - 3年阿部慎之助のバッテリー、久保尚志や稲荷幸太らの打撃陣を擁して入替戦で専修大を下し1部復帰。1部に復帰するまで20季、丸10年間を2部で低迷した。以降、芦川武弘（通算18勝18敗、03年卒）、98年夏の甲子園準優勝投手の古岡基紀（03年卒）らの投手陣が活躍するも木佐貫洋投手ら亜大が全盛でリーグ優勝には手が届かなかった。
2004年（平成16年）秋、3年会田有志投手（通算11勝13敗、06年卒）、4年亀井義行らの打撃陣を擁し、4年山岸穣投手らの青学大を振りきり79年春以来25年ぶりとなる24回目の1部優勝を果たす。続く第35回明治神宮野球大会は初戦2回戦で優勝した東亜大に1-4で敗退。翌2005年（平成17年）秋の入替戦で長打の1年岩本貴裕らの亜大に敗れ翌06年春季から再び2部に降格したが、翌翌2008年（平成20年）春、4年美馬学や2年澤村拓一（通算19勝14敗、11年卒）らの投手陣や1年井上晴哉らの打撃陣を擁して2部で優勝、入替戦で駒沢大を下し1部昇格。同年秋季以降から1部に定着した。2011年（平成23年）春、興南高で甲子園春夏連覇した1年島袋洋奨が新人開幕投手として登板。
2019年（令和元年）秋、3年生の牧秀悟や五十幡亮汰、2年生の古賀悠斗捕手や中川拓紀（Honda鈴鹿）、1年森下翔太ら強力打撃陣を擁し15年ぶり25回目の優勝を果たす。しかし、続く第50回明治神宮野球大会は初戦2回戦で東海大に3-7で敗退した。翌20年（令和2年）8月、プロ・アマ交流戦（ジャイアンツ球場）で、桜井俊貴、育成の巽大介・髙井俊・山川和大ら巨人投手陣に対し4年倉石匠己の2本・4年内山京祐・4年牧・2年森下ら中大から5本塁打が飛び出す乱打戦の末に巨人2軍（阿部慎之助2軍監督〈当時〉）を20-7で下した。
2024年（令和6年）春、青山学院大との優勝をかけた3回戦で惜敗し、79年春以来45年ぶりとなる春季リーグ戦優勝とはならなかった。

### 年表

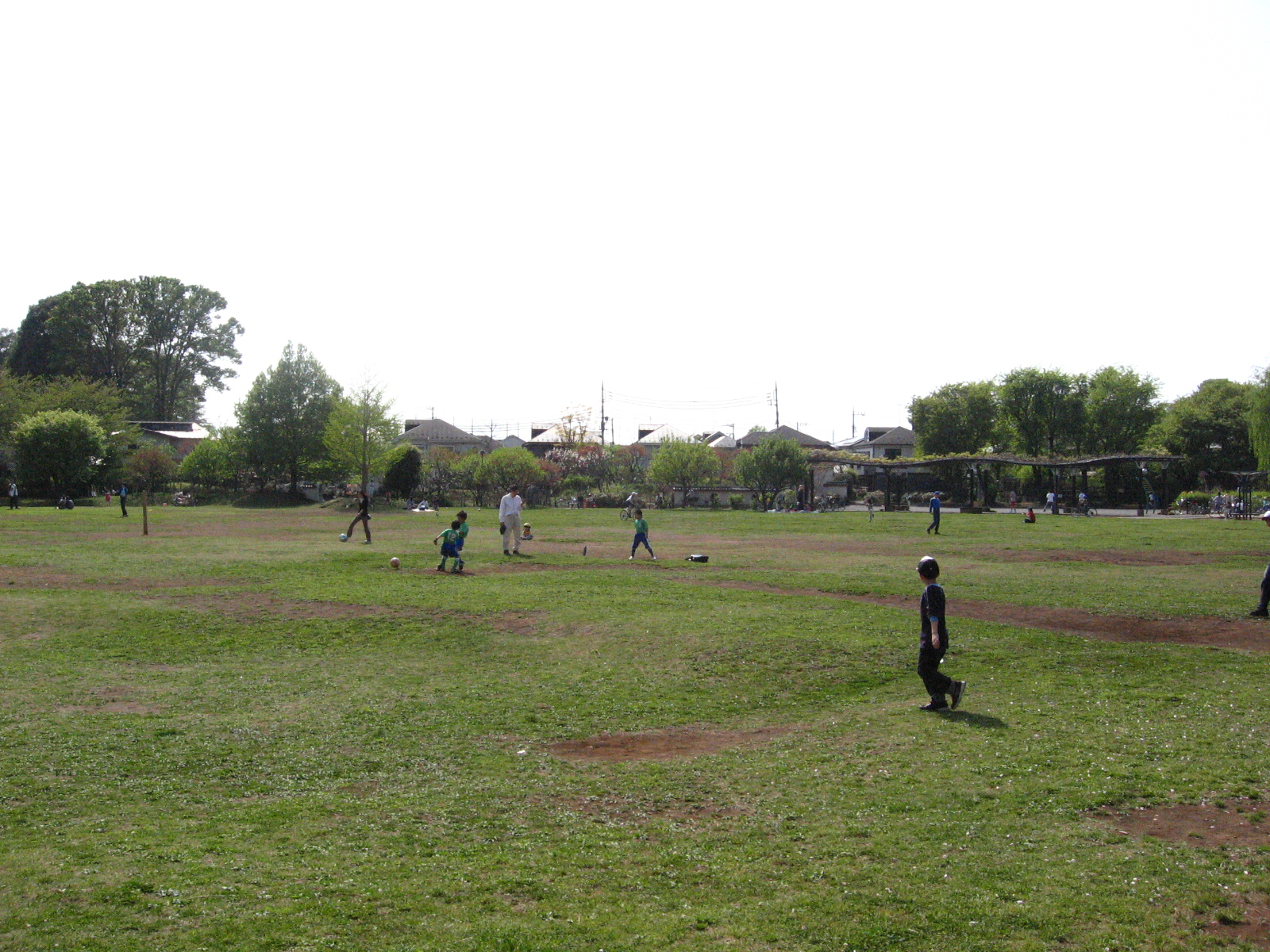
立野公園（旧吉祥寺運動場）

- 1930年（昭和5年） - 創部（部員11名）
- 1932年（昭和7年） - 東都大学野球一部リーグで初優勝
- 1935年（昭和10年） - 吉祥寺運動場完成（現在の練馬区立立野公園）
- 1930年 - 1953年（昭和28年） - 専修大学との2強時代。この間に14回優勝。以降、60年代に入る頃まで専大と共に日本大学が2強を形成。
- 1958年（昭和33年） - 秋季リーグ戦において、日本大学・学習院大学とともに同率首位になり、3校巴戦による優勝決定戦が実施された。決定戦はもつれ2度1勝1敗となり3度目を行った結果、学習院が日大、そして中大に勝利し初優勝。初優勝が決定した試合は、神宮球場から場所を移して旧駒澤球場で実施された。皇太子（現 明仁上皇）の出身校であることや試合観戦もしていたため、AP電で世界に流された[7]。
- 1959年（昭和34年） - 部員の不祥事が発覚し春季リーグ戦を出場停止。秋季でリーグ発足以来初の2部降格。
- 1967年（昭和42年） - 第16回全日本大学野球選手権大会初優勝[8]。
- 1970年（昭和45年） - 第1回明治神宮野球大会大学の部準々決勝進出。
- 1971年（昭和46年） - 練馬区立野町の合宿所を建て替える。
- 1973年（昭和48年） - 第22回全日本大学野球選手権大会優勝（2回目）[8]。
- 1974年（昭和49年） - 第5回明治神宮野球大会大学の部初優勝[9]。
- 1979年（昭和54年） - 第28回全日本大学野球選手権大会優勝（3回目）。
- 1994年（平成6年） - 多摩キャンパス内に球場、合宿所を移転。
- 2004年（平成16年） - 東都大学野球秋季リーグ戦にて25年ぶりの一部優勝（24回目)[10]。
- 2011年（平成23年）3月1日 - 学生野球憲章規則緩和に伴う学生野球界初のプロ球団との対外試合、プロ・アマ交流戦を実施（中大 3-3 読売ジャイアンツ〈2軍〉、宮崎ひむかスタジアム）[11]。
- 2019年（令和元年）10月 - 東都大学野球秋季リーグ戦にて15年ぶりの一部優勝（25回目)[12]。
- 2020年（令和2年）8月13日 - プロ・アマ交流戦を実施（中大 20-7 読売ジャイアンツ〈2軍〉、読売ジャイアンツ球場）[13]。

## 本拠地
東京都八王子市東中野741‐1 中央大学多摩キャンパス内硬式野球場

## 記録
- 全日本大学野球選手権大会 優勝3回（1967年、1973年、1979年）、準優勝2回
- 明治神宮野球大会・大学の部 優勝1回（1974年）
- 東都大学野球リーグ
  - 一部リーグ 優勝25回
  - 二部リーグ 優勝9回

## 主な出身者
※Category:中央大学硬式野球部の選手を参照。

### プロ野球選手
- 加藤正二 - 内外野手・投手、元名古屋軍。元同大学監督
- 大宮清 - 投手・捕手、元名古屋金鯱軍。戦死
- 深見安博 - 外野手、元西鉄ライオンズ
- 小嶋仁八郎 - 投手、元西日本パイレーツ。元別府緑丘高、津久見高監督
- 勝田興 - 捕手、元国鉄スワローズ
- 荻島秀夫 - 外野手、元太陽ロビンス、国鉄
- 小田切茂造 - 外野手、元国鉄
- 高橋輝 - 投手、元国鉄。大学（旧制）2年で中退
- 稲垣定雄 - 内野手、元毎日オリオンズ
- 穴吹義雄 - 外野手、元南海ホークス。元南海監督
- 鈴木隆 - 投手、元大洋ホエールズ
- 伊藤芳明 - 投手、元巨人、東映フライヤーズ
- 森田斌 - 投手、元大洋
- 桑田武 - 内野手、元大洋
- 若生照元 - 投手、元大洋
- 本田威志 - 内野手、元中日
- 西山弘二 - 捕手、元広島
- 太田勝 - 内野手、元大洋
- 田中裕康 - 外野手、元中日
- 武上四郎 - 内野手、元ヤクルト。元ヤクルト監督、巨人打撃コーチ
- 末次利光 - 外野手、元巨人
- 高橋善正 - 投手、元東映、巨人。元同大学監督
- 日野茂 - 内野手、元中日、西鉄。湘南シーレックス元監督
- 高畠康真 - 外野手、元南海。元ロッテ、ヤクルト、中日、オリックスなどの打撃コーチ
- 宮本幸信 - 投手、元阪急ブレーブス、広島、日本ハム、大洋
- 中塚政幸 - 外野手、元大洋
- 水沼四郎 - 捕手、元広島、中日
- 三宅昇 - 外野手、元阪急
- 皆川康夫 - 投手、元東映など
- 長井繁夫 - 内野手、元ヤクルト
- 萩原康弘 - 外野手、元巨人、広島など
- 末永正昭 - 内野手、元阪神
- 杉田久雄 - 投手、元東映など
- 宇田東植 - 投手、元東映、阪神、ヘテ・タイガース（韓国プロ野球）
- 石渡茂 - 内野手、元近鉄、巨人。元近鉄スカウト、ソフトバンク二軍監督
- 榊原良行 - 内野手、元阪神、日本ハム
- 藤波行雄 - 外野手、元中日
- 佐野仙好 - 外野手、元阪神。阪神スカウト・コーチ
- 行澤久隆 - 内野手、元日本ハム、西武。元西武コーチ・二軍監督、現日本経済大学野球部監督
- 田村政雄 - 投手、元大洋、南海。田村領平（元阪神）の父
- 福田功 - 捕手、元中日。元中日コーチ・二軍監督
- 岡村隆則 - 外野手、元西武。元西武スカウト・コーチ。
- 秋田秀幸 - 内野手、元中日。前同大学監督
- 今井譲二 - 外野手、元広島
- 香坂英典 - 投手、元巨人
- 熊野輝光 - 外野手、元阪急、巨人。元オリックスコーチ・スカウト
- 君波隆祥 - 捕手、元ヤクルト
- 小川淳司 - 外野手、元ヤクルト、日本ハム。元ヤクルト監督・現GM
- 高木豊 - 内野手、元大洋、日本ハム
- 尾上旭 - 内野手、元中日、近鉄
- 米村明 - 投手、元中日
- 岡部明一 - 外野手、元ロッテ、スカウト
- 笘篠賢治 - 内野手、元ヤクルト、広島。元広島コーチ
- 川端一彰 - 内野手、元横浜
- 中山雅行 - 投手、元ロッテ
- 金本浩司 - 投手、アメリカ独立リーグ
- 堀田一郎 - 外野手、元巨人
- 花田真人 - 投手、元ヤクルト
- 阿部慎之助 - 捕手、元巨人。巨人二軍監督・現監督
- 橋本義隆 - 投手、元日本ハム、ヤクルト、東北楽天
- 亀井義行 - 外野手、元巨人。巨人一軍コーチ
- 新田玄気 - 捕手、元ヤクルト
- 会田有志 - 投手、元巨人。巨人二軍コーチ
- 福元淳史 - 内野手、元巨人、ソフトバンク
- 井坂亮平 - 投手、元楽天
- 中澤雅人 - 投手、元ヤクルト。ヤクルト球団職員
- 村田和哉 - 外野手、元日本ハム
- 美馬学 - 投手、楽天、ロッテ
- 中村尚史 - 投手、元クリーブランド・インディアンス（マイナー）、信濃グランセローズ（BCリーグ）
- 澤村拓一 - 投手、巨人、ロッテ、ボストン・レッドソックス、ロッテ
- 遠藤一星 - 内野手、元中日
- 鍵谷陽平 - 投手、元日本ハム、巨人
- 井上晴哉 - 内野手、元ロッテ
- 福田将儀 - 外野手、元楽天
- 島袋洋奨 - 投手、元ソフトバンク
- 飯田大祐 - 捕手、元オリックス
- 鍬原拓也 - 投手、元巨人
- 神里和毅 - 外野手、DeNA
- 松田進 - 内野手、元ロッテ
- 伊藤優輔 - 投手、巨人、ソフトバンク
- 五十幡亮汰 - 外野手、日本ハム
- 牧秀悟 - 内野手、DeNA
- 古賀悠斗 - 捕手、西武
- 森下翔太 - 外野手、阪神
- 北村恵吾 - 内野手、ヤクルト
- 西舘勇陽 - 投手、巨人
- 石田裕太郎 - 投手、DeNA

### アマチュア野球選手
- 宮井勝成 - 外野手、元監督・総監督。中大野球部で35年に亘り現場指揮をとった中興の祖。早稲田実業野球部監督時代に王貞治投手を擁し甲子園初制覇。監督として高校野球と大学野球双方で全国制覇（選抜高校野球1度、大学選手権3度、明治神宮1度）を果たした。早実高出身
- 川島勝司 - 内野手、日本楽器・ヤマハに所属し、アトランタオリンピック野球日本代表監督。桐生高出身
- 藤田康夫 - 投手、現専修大学野球部コーチ、元日産自動車所属。東都リーグMVP・最優秀投手賞。成東高出身
- 大須賀健 - 外野手、シダックス監督。東都リーグ首位打者。二俣高出身
- 末次秀樹 - 捕手、自由ヶ丘高校野球部監督、元柳川高校野球部監督。夏の甲子園で8打席連続ヒットの新記録を樹立。日本ハムにドラフト3位指名されるも拒否。柳川商出身
- 栗林友一 - 内野手、第62回夏の甲子園に荒木大輔らと共に準優勝時の主将。中大時代は怪我によりマネージャー等に転向した。早実高出身
- 清水達也 - 内野手、現監督。河合楽器時代に都市対抗野球大会11年連続出場。上尾高出身
- 平田幸夫 - 投手、元コーチ。河合楽器時代に都市対抗野球大会若獅子賞（野茂英雄投手と共に受賞）。元柳川高校野球部監督。享栄高出身
- 佐藤友昭 - 外野手、プリンスホテル所属・アトランタオリンピック野球日本代表、1992年社会人ベストナイン、都市対抗野球大会10年連続出場。享栄高校野球部監督。享栄高出身